# Charity Wakefield
 (juillet 2024).
Charity Wakefield, née le 18 septembre 1980 à Royal Tunbridge Wells, est une actrice britannique.

## Biographie
Charity Wakefield est née à Royal Tunbridge Wells, dans le Kent, en Angleterre. Alors qu'elle est âgée de quelques mois, sa mère, Caroline, et elle-même, déménagent pour s'installer à L'Ampolla, en Catalogne. Elles reviennent en Angleterre, dans le Sussex, lorsque Charity est âgée de 4 ans. Elle a une demi-sœur, Olivia. Son grand-père maternel était l'acteur James Hayter.
Charity Wakefield fait ses études à Bexhill College et étudie à la Oxford School of Drama de 2000 à 2003.
Outre son métier d'actrice, elle joue du violon et possède une solide voix de soprano.

### Vie privée
Charity Wakefield est mariée avec l'acteur américain David Newman.

## Filmographie

### Films
- 2004 : (Past Present Future) Imperfect : Beanie
- 2006 : Jane Eyre (Scènes supprimées) : Miss Temple
- 2007 : Exitz : Billy
- 2008 : Burlesque Fairy Tales : Grace
- 2008 : Act of God : Laura
- 2008 : The Wonderful World : Yasmin
- 2009 : Day of the Flowers : Ailie
- 2009 : Vivaldi, il prete rosso, téléfilm de Liana Marabini : Ludovica
- 2012 : Scar Tissue : Sam
- 2015 : Wolf Hall : Mary Boleyn
- 2017 : Redivider (Kill Switch) : Mia Kreiss
- 2024 : Scoop : la princesse Beatrice

### Courts-métrages
- 2008 : The Beachcombers : ?

### Séries télévisées
- 2004 : Hex : La Malédiction (Épisode : Destinée) : Lucy
- 2007 : Doctors (Épisode : Personal Services) : Carole Hinton
- 2008 : Raison et Sentiments : Marianne Dashwood
- 2008 : Fairy Tales (Épisode : Rapunzel) : Billy Jean Brooke / Rapunzel
- 2008 : Casualty 1907 : Ethel Bennett
- 2009 : Casualty 1909 : Ethel Bennett
- 2009 : Legally Mad (Pilote abandonné) :Brady Hamm
- 2010 : Any Human Heart : Land Forthergill
- 2012 : Inspecteur Barnaby : Ruth Lambert
- 2012 : Mockingbird Lane (Pilote transformé en téléfilm) : Marilyn Munster
- 2013 : Miss Marple (Épisode : Le major parlait trop) : Molly Kendall
- 2015 : The Player : Cassandra King
- 2016 : Doctor Who : Lucy Lombarts
- 2017 : The Halcyon : Charity Lambert
- 2020 : The Great : Georgina Dymova